# Krzysztof Olesiński
Krzysztof Olesiński (ur. 27 maja 1953 w Krakowie, zm. 18 czerwca 2023 w Londynie) – polski basista jazzowy i rockowy. 
W latach 1979–1980 i 1992–2003 członek grupy Maanam, zaś w latach 1980–1990 muzyk formacji Laboratorium.

## Życiorys
Pod koniec nauki w szkole podstawowej, uczył się gry na gitarze klasycznej w Ognisku Muzycznym, zaś brata Ryszarda Olesińskiego przekonał do nauki gry na gitarze basowej – obydwaj stawiali wówczas pierwsze kroki, grając w amatorskim zespole muzycznym. Będąc uczniami liceum, bracia zamienili się instrumentami i ostatecznie on został basistą, a Ryszard gitarzystą.
W 1978 obydwaj założyli jazz-rockowo-funkowy zespół Piknik, który na festiwalu Jazz Juniors '78 zdobył Nagrodę Publiczności, a na festiwalu Jazz nad Odrą otrzymał wyróżnienie.
W 1979 rozpoczął wraz z bratem Ryszardem współpracę z zespołem Maanam (początkowo w latach 1979–1980, Korze i Markowi Jackowskiemu towarzyszyli muzycy grupy Piknik, bez sekcji dętej – ponieważ ten drugi miał jeszcze mało autorskich kompozycji, stąd muzycy wykonywali również utwory z repertuaru Pikniku). W czerwcu 1980 wystąpił na XVIII Krajowym Festiwalu Piosenki Polskiej w Opolu. Następnie wziął udział w nagraniu pierwszej płyty „MAANAM” oraz muzyki do filmu „Wielka majówka”.
Pod koniec 1980 rozpoczął współpracę z jazzową formacją Laboratorium, zastępując Krzysztofa Ścierańskiego. Po udanym koncercie na Zurich Jazz Festival, zespołem zajęła się szwajcarska agencja Face Music. W latach 80., grupa niewiele koncertowała w kraju, występując przede wszystkim w Szwajcarii i Niemczech. Muzyk nagrał z tą grupą trzy płyty oraz muzykę do spektaklu „Krol Ubu”. Pod koniec 1990 grupa rozwiązała się.
W 1991 rozpoczął współpracę z pianistą Tadeuszem Leśniakiem, wokalistą Markiem Bałatą oraz zespołem Blue Painting. W tym samym czasie, po pięcioletniej przerwie, reaktywował się zespół Maanam, a wiosną 1992 Krzysztof Olesiński powrócił do zespołu, stając się współtwórcą jego sukcesu. Nagrywał wiele płyt, programów telewizyjnych, grał wiele koncertów w Polsce i za granicą, między innymi: w Stanach Zjednoczonych, Kanadzie, Australii, Niemczech oraz na misji pokojowej w Bośni i Hercegowinie. Występował na festiwalach w Opolu, w Sopocie i w Jarocinie, na Europejskim Festiwalu Gwiazd w Międzyzdrojach. Współpraca trwała do 2003, kiedy to wspólnie z bratem, gitarzystą Ryszardem Olesińskim, i perkusistą Pawłem Markowskim, postanowił rozstać się z duetem Kora i Marek Jackowski.
W czerwcu 2005 wraz z bratem Ryszardem w Studio SPOT w Krakowie nagrał współautorską płytę „Korzenie” z tekstami Zbigniewa Książka. W projekcie wzięli również udział muzycy współtworzący z nimi od końca 2003 roku Grupę Ex, a byli to: wokalista Andrzej Kozłowski, gitarzysta Paweł Hebda, pianista Dominik Wania i perkusista Wojciech Fedkowicz.
W 2006 wyjechał do Londynu, gdzie przebywał do śmierci, pełniąc funkcję Dyrektora Artystycznego Telewizji Polskiej TVPL.

## Dyskografia

### Piknik
- Piknik, 2025[4]

### Maanam
- Maanam, 1980
- Ballady, 1993
- Róża, 1994
- Kolekcjoner, 1995
- Łóżko, 1996
- Hamlet, 1997
- Rockandrolle, 1997
- Klucz, 1998
- Hotel Nirvana, 2001
- Maanamania, 1993

### Laboratorium
- The Blue Light Pilot, 1982
- No 8, 1984
- Anatomy Lesson, 1986